# Stefan Poliński
Stefan Poliński ps. Człowiek-mucha (zm. 15 stycznia 1928 we Lwowie) – polski akrobata i wspinacz okresu międzywojennego, znany głównie ze wspinaczki po elewacjach budynków i akrobacji na linie, m.in. w Krakowie i Lwowie. Zginął w czasie występu we Lwowie, w czasie spaceru po linie rozwieszonej pomiędzy budynkami, na ul. Akademickiej. Po tym zdarzeniu po Lwowie krążyła piosenka o Polińskim, przypisywana Marianowi Hemarowi. W rzeczywistości Hemar dopisał kolejne zwrotki do piosenki ulicznej nieznanego autorstwa.
Drugim działającym w tym czasie człowiekiem-muchą był Feliks Nazarewicz.